# Mésia

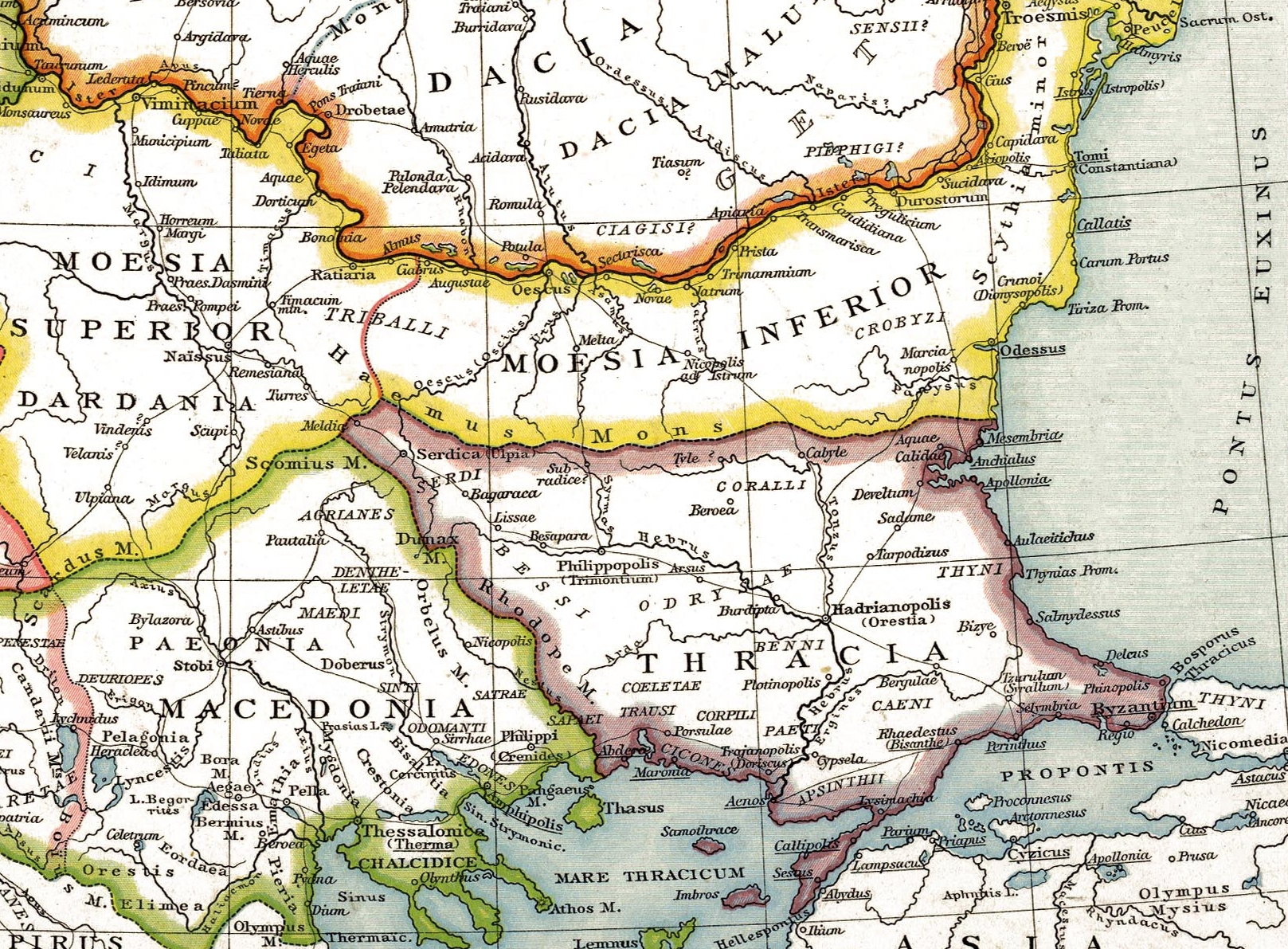
Mapa dos Bálcãs no século IV. A região da Mésia (com as províncias divididas de acordo com a reforma de Diocleciano) em amarelo

Mésia era uma antiga região dos Bálcãs ao longo da margem sul do Danúbio e que foi posteriormente incorporada como uma província romana. Ela incluía os territórios dos estados modernos da Sérvia (Mésia Superior), a região norte da República da Macedônia à volta de Escupos e Kumanovo, norte da Bulgária, Dobruja romena, o sul da Moldávia e Budjak (Mésia Inferior).

## Região
Nas fontes geográficas antigas, a Mésia estava limitada ao sul pelos montes Hemo (os Bálcãs) e Escardo (Montes Char), a oeste pelo rio Drino (Drina), ao norte pelo Donaris (Danúbio) e a leste pelo Euxino (Mar Negro). A região era habitada principalmente por trácios, dácios e ilírios. O nome é derivado de mesos, um provo trácio-dácio que vivia ali antes da conquista romana.

## História

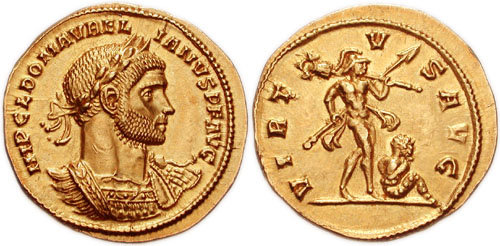
Áureo de Aureliano r.

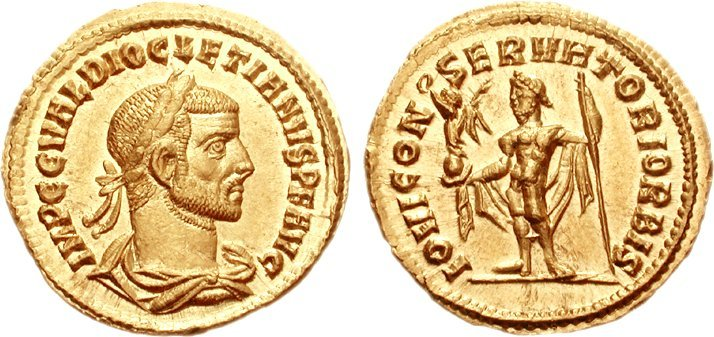
Áureo de Diocleciano r.

Partes da Mésia pertenciam ao estado de Burebista, um rei dos getas (getae) que conseguiu consolidar seu poder sobre uma grande parte do norte dos Bálcãs entre 82 e 44 a.C. Ele liderou diversos raides por toda a Europa central e sudeste, subjugando a maior parte das tribos vizinhas. Depois de seu assassinato durante um complô em sua corte, seu império foi dividido em diversos estados menores.
A Mésia foi conquistada por Marcos Licínio Crasso, neto do triúnviro Crasso e depois procônsul da Macedônia no reinado de Augusto, por volta de 29 a.C.. A região, porém, só seria organizada como uma província romana nos anos finais do reinado de Augusto, a Mésia. Depois de um ataque dos dácios, a região foi subdividida nas províncias da Mésia Inferior e Mésia Superior, servindo de base para as guerras dácias de Domiciano e Trajano.
No final do século III, o imperador Aureliano (r. 270–275) abandonou a província da Dácia aos godos e transferiu todos os cidadãos romanos da região para o sul do Danúbio, uma região da Mésia central que a partir daí passou a se chamar Dácia Aureliana (posteriormente dividida em Dácia Ripense e Dácia Mediterrânea). O território que era chamado de Dardânia (na Mésia Superior) foi transformado numa província especial por Diocleciano (r. 284–305), com capital em Naísso (moderna Niš), a cidade natal de Constantino I em 272.
Diocleciano também rebatizou a Mésia Superior (exceto a Dácia Aureliana) como Mésia Prima e dividiu a Mésia Inferior (menos a sua região mais ocidental) entre a Mésia Secunda e a Cítia Menor. Os protobúlgaros, vindos da Ásia Central, se assentaram na Mésia Secunda por todo o século VI. No século seguinte, o Império Bizantino perdeu o território para eles, que fundaram o Primeiro Império Búlgaro. A Mésia Prima foi perdida na mesma época durante as invasões eslavas.